# Thermorthemis comorensis
Thermorthemis comorensis là loài chuồn chuồn trong họ Libellulidae. Loài này được Fraser mô tả khoa học đầu tiên năm 1958.